# 保志忠彦
保志 忠彦（ほし ただひこ、1938年（昭和13年）4月9日 - 2019年（令和元年）6月7日）は、日本の実業家である。第一興商の創業者として知られた。北海道小樽市出身。

## 経歴・人物
北海道小樽緑陵高等学校（後の北海道小樽商業高等学校、現在の北海道小樽未来創造高等学校）卒業後、上京して東京アールエスに入社する。その後、幾つかの企業に転職した。
1971年（昭和46年）、調布市で音響機器販売を行う保志商店を創業。1976年（昭和51年）に第一興商を設立し、アミューズメント施設を主に業務カラオケの導入やレーザーディスクの開発に携わった。
1976年（昭和51年）には代表取締役社長を務め、後に同社の名誉会長となった。2013年（平成25年）の春の叙勲で旭日小綬章を受章し、同年9月26日に帝国ホテルで全国カラオケ事業者協会主催による祝賀会が開催された。